# Heròstrat d'Efes
Heròstrat (en grec antic: Ἡρόστρατος) va ser un pastor d'Efes que va calar foc al Temple d'Àrtemis a Efes, una de les set meravelles del món. Segons Plutarc, aquesta acció la va escometre la mateixa nit del naixement d'Alexandre el Gran, el 21 de juliol del 356 aC. Heròstrat va proclamar orgullosament la seva autoria amb el propòsit d'esdevenir immortal (és a dir, famós), o bé, segons altres versions, va ser capturat i torturat, i va confessar abans de morir que havia cremat el temple. Encara que un decret del senat d'Efes va condemnar el seu nom a l'oblit, Teopomp de Quios va escriure la seva història i així, finalment, Heròstrat va acabar fent-se famós. L'acció d'Heròstrat, i el seu afany d'aconseguir fama a qualsevol preu, han tingut eco en la literatura clàssica, i també en les llengües modernes i al cinema.